# Riu Spey
El riu Spey és un riu costaner del vessant del mar del Nord que discorre pel nord-est d'Escòcia. És el segon riu més llarg i el més ràpid d'Escòcia. És important per a la pesca de salmó i la producció de whisky.

## Curs del riu
Neix a uns 300 metres d'altitud, en el llac Spey, en el bosc Corrieyairack de la regió dels Highlands (Terres Altes Escoceses), 16 km al sud de Fort Augustus. Flueix per Newtonmore i Kingussie, creuant el llac Insh abans d'arribar a Aviemore a l'inici de Strathspey ('vall del Spey'). Des d'allà, flueix altres 96 km cap al nord-est fins a arribar a l'estuari major conegut com a Moray Firth.
El Spey canvia de curs amb molta freqüència, o gradualment per processos de sedimentació i erosió, o en qüestió d'hores quan està crescut. El riu creix ràpidament per les seves àmplies àrees d'aportació des de les muntanyes, per les pluges o el desglaç.

## Indústria
Tradicionalment el riu ha estat eix de moltes indústries locals, des de la pesca de salmó a la construcció naval. Fa temps, Garmouth va ser un dels centres més importants de la Gran Bretanya per a la construcció naval. La fusta dels boscos al voltant d'Aviemore i Aberlour es va portar riu avall per a la construcció de naus amb buc de fusta.
El riu és conegut per la qualitat de la pesca de salmó i truita. Les destil·leries del Speyside produeixen més whisky de malta que cap altra regió d'Escòcia.
El Spey és un riu singular perquè flueix més ràpidament quan s'apropa a la seva desembocadura. La mitjana del cabal és 16 m/s, la qual cosa converteix el riu en el més ràpid d'Escòcia i un dels més ràpids de la Gran Bretanya.

## Galeria

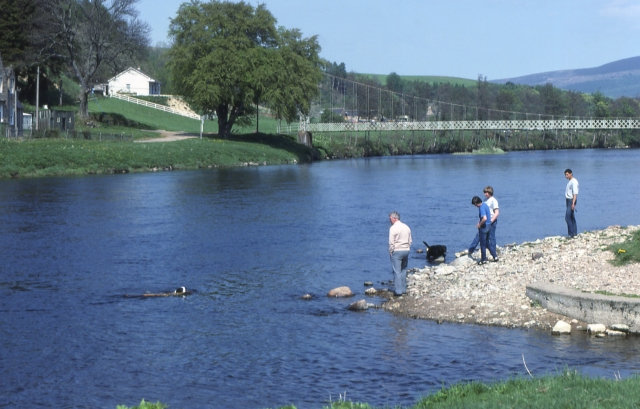
El Spey al seu pas per Aberlour.
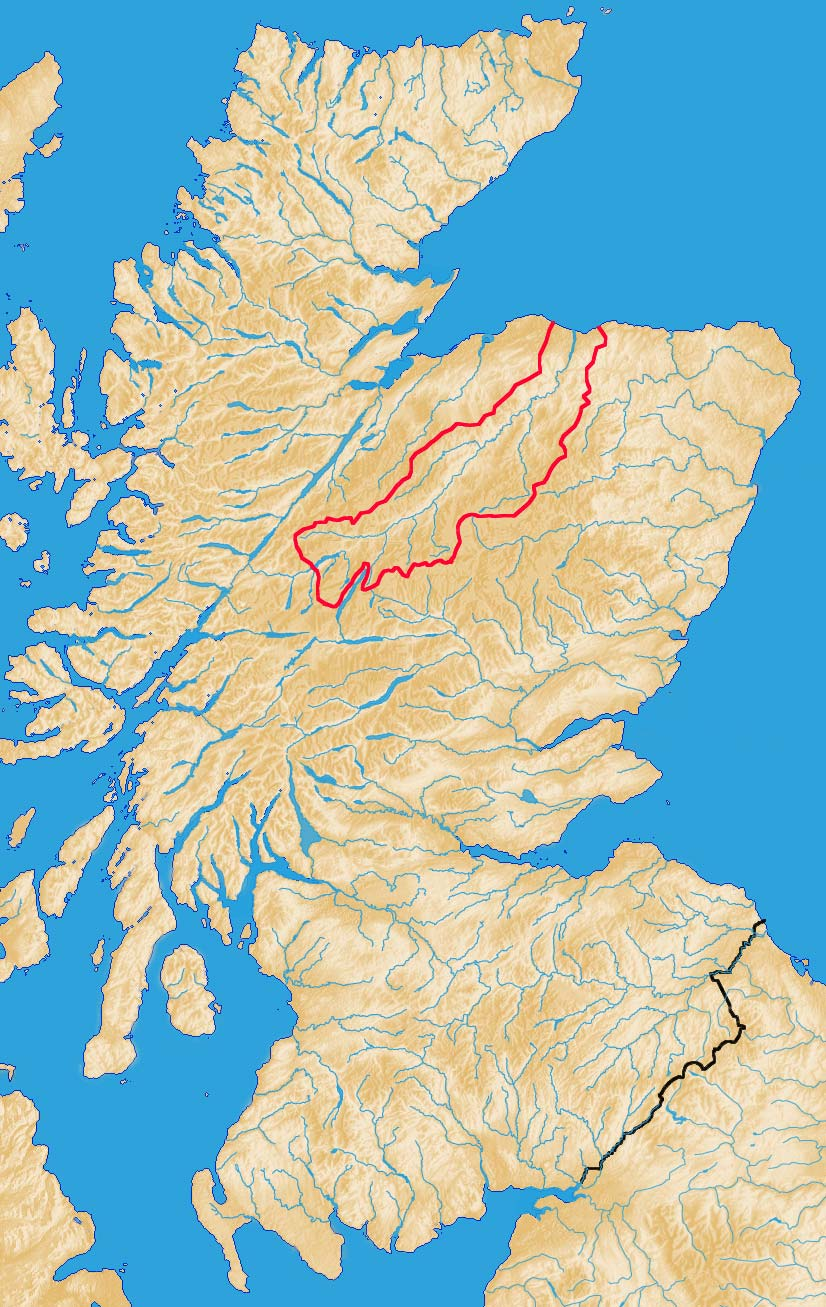
Conca del Spey.